# Séneçon faux-arnica
Senecio pseudo-arnica
Espèce
Classification phylogénétique
Le Seneçon faux-arnica (Senecio pseudo-arnica) est une espèce de plante herbacée vivace de la famille des Asteraceae.
C'est une plante robuste, de taille pouvant aller de 75 cm à 1 m, se distinguant par ses grands capitules jaunes et l'épaisse couverture laineuse qui recouvre le revers de ses feuilles. Le séneçon faux-arnica colonise les rivages saumâtres de l'est du Canada à partir de l'estuaire du Saint-Laurent de même que les côtes de l'Alaska et le nord-ouest de la Colombie-Britannique.